# Djourla
La cascade Djourla ou Dhzurla (en ukrainien : Джурла ; en russe : Джурла) est située sur la rivière Djourla dans les monts de Crimée dans la péninsule de Crimée. La hauteur de la cascade est d'environ 6 mètres. Le mot « Djourla » vient de la langue tatar de Crimée qui signifie «elle, qui court».      
La rivière en aval est appelée Soter . 